# 帕森斯山
帕森斯山（英語：Mount Parsons）是南極洲的山峰，位於麥克羅伯特森地，屬於大衛山脈的一部分，海拔高度1,120米，挪威製圖師根據該國探險隊拍攝的空中照片繪入地圖，現時由南極條約體系管理。